# Казалангуида
Казалангуи́да (итал. Casalanguida) — коммуна в Италии, располагается в регионе Абруццо, в провинции Кьети.
Население составляет 1079 человек (2008 г.), плотность населения составляет 83 чел./км². Занимает площадь 13 км². Почтовый индекс — 66031. Телефонный код — 0872.
Покровителем коммуны почитается святитель Николай Чудотворец, празднование 12 мая.

## Демография
Динамика населения:

## Администрация коммуны
- Официальный сайт: